# فرجينيا إل. ستون
فرجينيا إل. ستون (بالإنجليزية: Virginia L. Stone)‏ هي مونتيرة ومخرجة أمريكية، ولدت في 3 مايو 1921، وتوفيت في 12 مارس 1997.

## وصلات خارجية
- فرجينيا إل. ستون على موقع IMDb (الإنجليزية)
- فرجينيا إل. ستون على موقع ألو سيني (الفرنسية)
- فرجينيا إل. ستون على موقع قاعدة بيانات الفيلم (الإنجليزية)
- فرجينيا إل. ستون على موقع كينوبويسك (الروسية)